# Дамјаница
Дамјаница (буг. Дамяница) је насељено место у општини Сандански у области Благоевград, Бугарска. Према попису из 2021. године блио је 1.032 становника.
Према бугарском географу и историчару, Василу Канчову, у Дамјаници је 1900. године живело 135 Словена хришћана. У сеоском атару се налази пећина у којој се према предању скривао Краљевић Марко. Село се раније звало Орман Чифлик. Тренутни назив је добило по Дамјану Груеву, једном од оснивача ВМОРО-а.